# Piper PA-24 Comanche

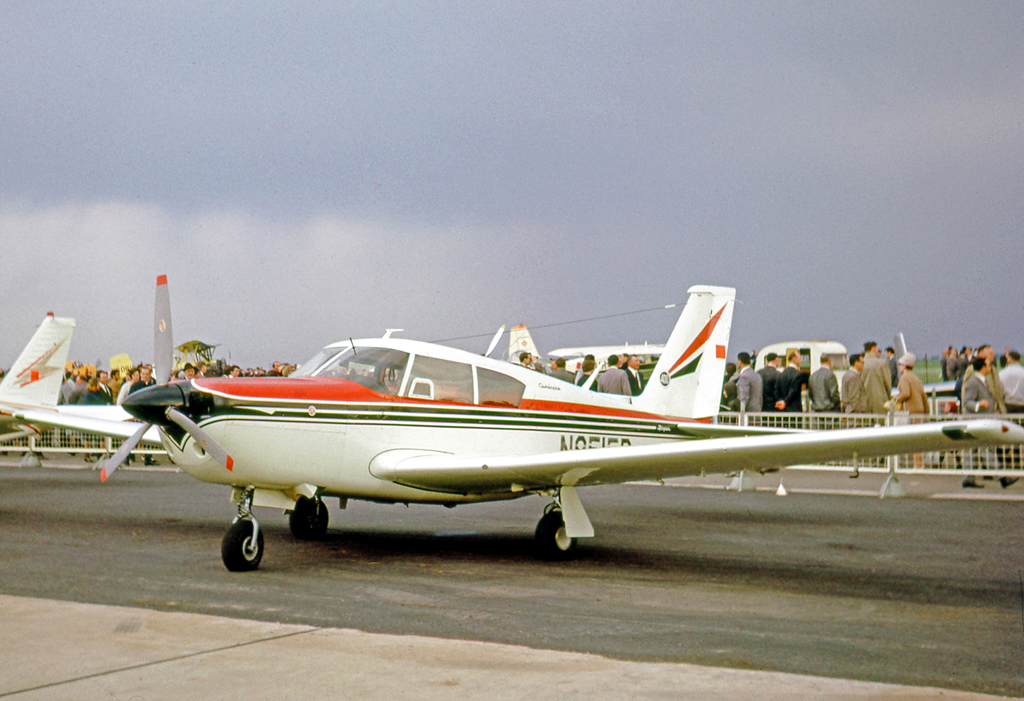
Piper PA-26-400 na pokazie lotniczym w Hanowerze

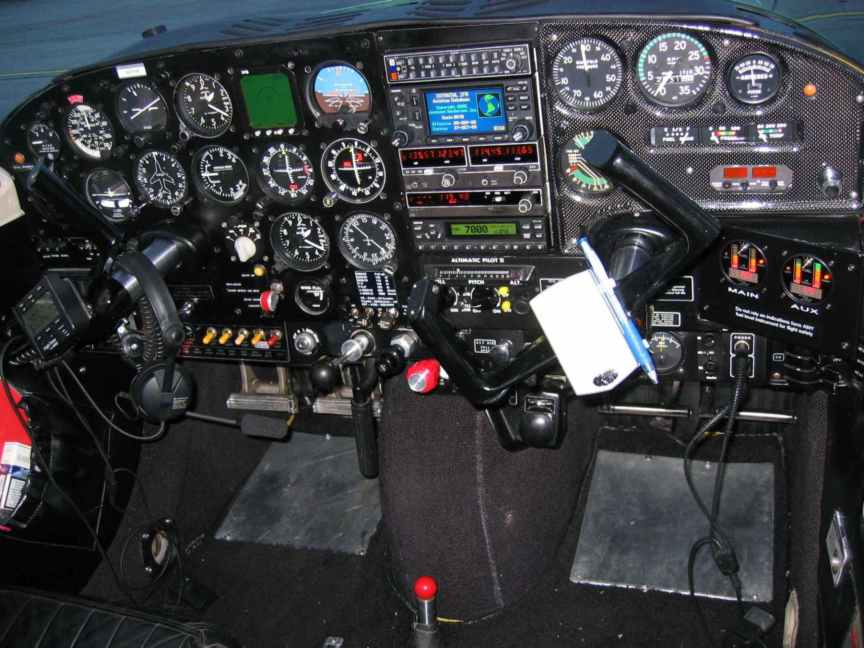
Kokpit samolotu

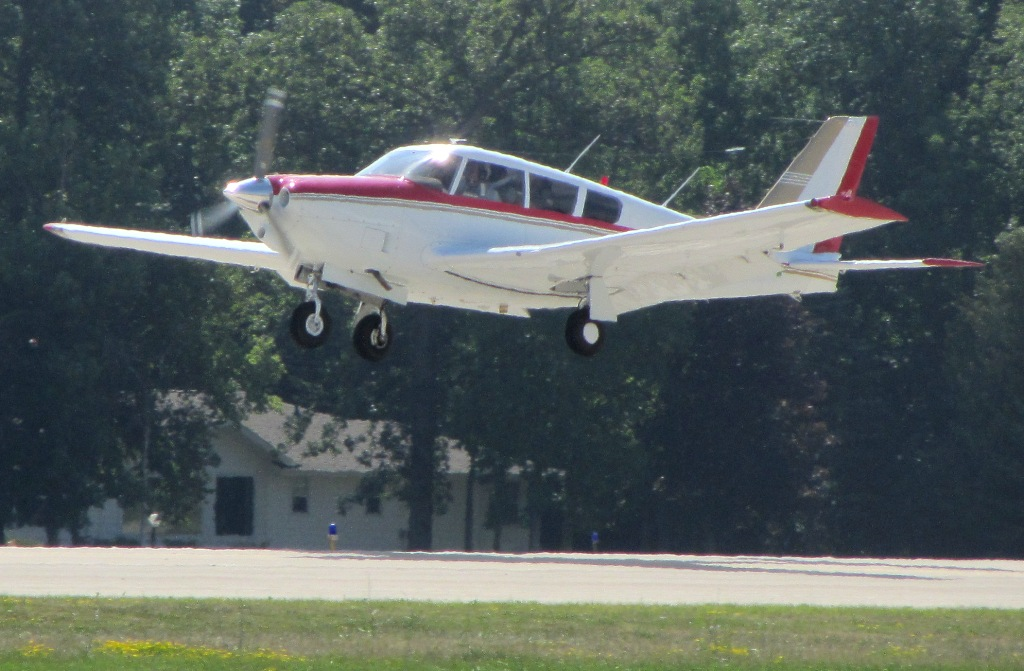
Piper-PA-24-260 w trakcie lądowania

Piper PA-24 Comanche – amerykański turystyczny lekki samolot oblatany 24 maja 1956 roku. Był produkowany przez Piper Aircraft w latach 1957-1972.

## Historia
Piper PA-24 Comanche był drugim turystycznym samolotem wyprodukowanym przez Piper Aircraft. Przed Comanche produkowany był Piper PA-23 Apache. Dzięki rozwiązaniom technicznym zastosowanym w samolocie, PA-24 wyróżnia się dobrymi osiągami. Podczas prac konstrukcyjnych zdecydowano, aby w Piper PA-24 zastosować laminarny profil skrzydła. Oblotu nowej konstrukcji dokonano 24 maja 1956 roku. W 1957 roku do produkcji weszły dwie pierwsze wersje: Piper PA-24-180 oraz Piper PA-24-250. Model 180 został wyposażony w silnik Lycoming O-360-A1A o mocy 134 kW, a jego koszt wyniósł 18 000 USD. Comanche 250 miał silnik Lycoming O-540 o mocy 186 kW. Wersja 250 posiadała znacznie większą moc silnika niż wersja 180, co znacząco wpłynęło na jej popularność. Koszt tego modelu wynosił średnio 22 000 USD. Następnie produkowano jeszcze wersje PA-24-260 oraz PA-24-400. Na modelu 400 pilotka sportowa Sheila Scott, pochodzenia brytyjskiego, ustanowiła w ciągu dwóch dni 15 międzynarodowych rekordów w klasie samolotów o wadze od 1000 do 1750 kilogramów. W 1972 roku zakończono produkcję Piper PA-24 Comanche. Łącznie wyprodukowano 4857 egzemplarzy samolotów tego modelu.

## Konstrukcja
Piper PA-24 Comanche jest cztero- lub sześciomiejscowym wolnonośnym dolnopłatem o konstrukcji metalowej. Skrzydła mają dwa dźwigary oraz załamaną przednią krawędź w okolicy kadłuba, dzięki czemu uzyskano lepsze osiągi samolotu. Skrzydło wyposażone jest w klapy służące do tracenia prędkości w trakcie lądowania. Comanche ma wolnonośne, kryte blachą duralową usterzenie. Kadłub ma nowoczesna sylwetkę i skorupową konstrukcję, a jego przekrój zbliżony jest kształtem do prostokąta. Kabina typu samochodowego jest zakryta. Piper PA-24 został wyposażony w trójkołowe podwozie chowane w trakcie lotu. Płoza ogonowa została zamontowana w tylnej części kadłuba. Do skrzydeł można także dołączyć dodatkowe zbiorniki paliwa, aby uzyskać większy zasięg. 

## Wersje
Piper PA-24 Comanche był produkowany w czterech podstawowych wersjach: PA-24-180, PA-24-250, PA-24-260, PA-24-400.

### PA-24-180
Piper PA-24-180 został wyposażony w silnik Lycoming O-360-A1A. Ważył 1157 kilogramów. Był produkowany w latach 1958-1964. Standardowa pojemność zbiornika paliwa dla PA-24-180 wynosiła 230 litrów. Prędkość przelotowa tej wersji wynosiła od 215 km/h do 257 km/h. Wyprodukowano w sumie 1143 egzemplarzy. Średnia cena tego modelu wynosiła 18 000 USD

### PA-24-250
Piper PA-24-250 był produkowany w latach 1958-1964. Został wyposażony w silnik Lycoming O-540-AIA5 o mocy 186 kW. Pojemność zbiornika paliwa modelu 250 wynosiła 230 litrów. Prędkość przelotowa tej wersji wynosiła 298 km/h. Początkowo w wersji 250, podobnie jak w wersji 180, były dostępne hamulce ręczne, jednakże od 1961 roku dostępne były również hamulce klinowe. Firma Piper Aircraft zaoferowała także możliwość zakupu dodatkowych zbiorników paliwa o łącznej pojemności 340 litrów. Cena samolotu wahała się od 21 250 USD do 26 900 USD. Łącznie wyprodukowano 2537 egzemplarzy tej wersji.

### PA-24-260
Seria 260 odbiegła od wcześniejszych modeli Comanche, ponieważ samoloty tej serii stały się bardziej złożone pod względem technicznym. Samoloty wersji 260 dzieliły się na kolejne modyfikacje: 
- PA-24-260 (1965);
- PA-24-260B (1966-1968);
- PA-24-260C (1969-1972);
- PA-24-260TC (1970-1972).

W modelu PA-24-260 zwiększono prędkość obrotową śmigła, dzięki czemu samolot mógł osiągać większą prędkość w trakcie lotu. W wersjach B i C zastosowano silniki z wtryskiem paliwa oraz udoskonalono je pod względem aerodynamicznym. Wersja TC została wyposażona w podwójne turbosprężarki, co przyczyniło się do zwiększenia osiągów tego samolotu. Model 260B został ponadto wydłużony, dzięki czemu można było zamontować w nim dodatkowe trzecie okno. Posiadał również dwa miejsca, których nie było w poprzednich wariantach. Łącznie wyprodukowano 1028 samolotów wersji Comanche 260.

### PA-24-400
PA-24-400 został wyposażony w ośmiocylindrowy silnik Lycoming IO-720 o mocy 294 kW. Produkowany był w latach 1964-1966. PA-24-40 był drogi w eksploatacji, ze względu na duże zużycie paliwa. Prędkość przelotowa modelu 400 wynosiła 343 km/h, natomiast maksymalna 360 km/h. Średnio wyposażone Comanche 400 były sprzedawane za około 36 900 USD.